# Koga (Ibaraki)
Pour les articles homonymes, voir Koga.
Koga (古河市, Koga-shi) est une ville située dans la préfecture d'Ibaraki, sur l'île de Honshū, au Japon.

## Géographie

### Situation
Koga est située dans l'extrême ouest de la préfecture d'Ibaraki. Le fleuve Tone passe au sud de la ville.

### Démographie
En août 2019, la population de la ville de Koga était de 143 086 habitants, répartis sur une superficie de 123,58 km2.

## Histoire
Pendant l'époque d'Edo, le domaine de Koga s'est développé autour du château de Koga (en).
Le bourg de Koga est fondé le 1er avril 1889, et devient une ville le 1er août 1950.
Le 12 septembre 2005, les bourgs de Sanwa et Sōwa sont intégrés à Koga.

## Transports
La ville est desservie par la ligne Utsunomiya à la gare de Koga.

## Jumelage
Koga est jumelée avec :
- Sanhe (Chine)

## Personnalités liées à la ville
- Kawanabe Kyōsai (1831-1889), artiste
- Reiko Okano (née en 1960), mangaka
- Kōji Yamamuro (né en 1989), gymnaste